# Gaimardia australis
Gaimardia australis là một loài thực vật có hoa trong họ Centrolepidaceae. Loài này được Gaudich. mô tả khoa học đầu tiên năm 1829.